# Coupe d'Afrique des nations de football 1976
Navigation
Égypte 1974 Ghana 1978
La Coupe d'Afrique des nations de football 1976 (CAN 1976) a lieu en Éthiopie entre le 29 février et le 14 mars 1976. C'est la troisième fois que le pays accueille la compétition, après les éditions 1962 et 1968. La compétition est disputée dans deux stades, à Addis-Abeba et Dire Dawa.
Vingt-sept sélections sont inscrites aux éliminatoires, qui délivrent six billets pour la phase finale, toujours jouée avec huit équipes. Deux d'entre elles sont qualifiées d'office : il s'agit de l'Éthiopie, pays organisateur et du Zaïre, vainqueur de l'édition précédente. Les huit qualifiés sont répartis en deux poules de quatre équipes, dont les deux premiers accèdent à la poule finale. 
C'est le Maroc, emmené par son attaquant Ahmed Faras, qui remporte le trophée après avoir terminé en tête de la poule finale, devant la Guinée et le Nigeria. C'est le tout premier titre de champion d'Afrique pour les Marocains, qui ne participent là qu'à leur deuxième phase finale de CAN.
Cette édition est la première où l'ensemble des huit participants ont déjà pris part à au moins une précédente édition.

## Phase finale
Participants
| Pays     | Qualification     | Participations                               |
| -------- | ----------------- | -------------------------------------------- |
| Éthiopie | Pays organisateur | 7 (1957, 1959, 1962, 1963, 1965, 1968, 1970) |
| Égypte   | Tour préliminaire | 6 (1957, 1959, 1962, 1963, 1970, 1974)       |
| Zaïre    | Tenant du titre   | 5 (1965, 1968, 1970, 1972, 1974)             |
| Soudan   | Tour préliminaire | 5 (1957, 1959, 1963, 1970, 1974)             |
| Guinée   | Tour préliminaire | 2 (1970, 1974)                               |
| Maroc    | Tour préliminaire | 1 (1972)                                     |
| Ouganda  | Tour préliminaire | 3 (1962, 1968, 1974)                         |
| Nigeria  | Tour préliminaire | 1 (1963)                                     |

### Premier tour

#### Groupe A
| Rang | Équipe   | Pts | J | G | N | P | Bp | Bc | Diff |
| ---- | -------- | --- | - | - | - | - | -- | -- | ---- |
| 1    | Guinée   | 5   | 3 | 2 | 1 | 0 | 5  | 3  | +2   |
| 2    | Égypte   | 4   | 3 | 1 | 2 | 0 | 4  | 3  | +1   |
| 3    | Éthiopie | 3   | 3 | 1 | 1 | 1 | 4  | 3  | +1   |
| 4    | Ouganda  | 0   | 3 | 0 | 0 | 3 | 2  | 6  | -4   |

1re journée
| 29 février 1976 | Éthiopie                 | 2 – 0 | Ouganda | Stade d'Addis-Abeba, Addis-Abeba |                                |
|                 | Solomon 2e · Tesfaye 83e |       |         | Arbitrage : Abdelkader Aouissi   | Arbitrage : Abdelkader Aouissi |

| 29 février 1976 | Égypte    | 1 – 1 | Guinée              | Stade d'Addis-Abeba, Addis-Abeba |                             |
|                 | Basri 43e |       | 44e (pen.) B. Sylla | Arbitrage : Youssou N'Diaye      | Arbitrage : Youssou N'Diaye |

2e journée
| 3 mars 1976 | Égypte                | 2 – 1 | Ouganda  | Stade d'Addis-Abeba, Addis-Abeba      |                                       |
|             | Abdou 26e · Basri 32e |       | 21e Obua | Arbitrage : Théophile Lawson-Hétchéli | Arbitrage : Théophile Lawson-Hétchéli |

| 3 mars 1976 | Éthiopie    | 1 - 2 | Guinée                        | Stade d'Addis-Abeba, Addis-Abeba |                        |
|             | Solomon 40e |       | 15e N'jo Lea · 85e Petit Sory | Arbitrage : Saad Gamar           | Arbitrage : Saad Gamar |

3e journée
| 5 mars 1976 | Guinée                  | 2 – 1 | Ouganda    | Stade d'Addis-Abeba, Addis-Abeba |                      |
|             | N'jo Lea 2e · Sylla 20e |       | 85e Muguwa | Arbitrage : Amenghor             | Arbitrage : Amenghor |

| 5 mars 1976 | Éthiopie | 1 – 1 | Égypte      | Stade d'Addis-Abeba, Addis-Abeba |                                |
|             | Ali 46e  |       | 26e Shehata | Arbitrage : Abdelkader Aouissi   | Arbitrage : Abdelkader Aouissi |

#### Groupe B
| Rang | Équipe  | Pts | J | G | N | P | Bp | Bc | Diff |
| ---- | ------- | --- | - | - | - | - | -- | -- | ---- |
| 1    | Maroc   | 5   | 3 | 2 | 1 | 0 | 6  | 3  | +3   |
| 2    | Nigeria | 4   | 3 | 2 | 0 | 1 | 6  | 5  | +1   |
| 3    | Soudan  | 2   | 3 | 0 | 2 | 1 | 3  | 4  | -1   |
| 4    | Zaïre   | 1   | 3 | 0 | 1 | 2 | 3  | 6  | -3   |

1re journée
| 1er mars 1976 | Nigeria                                            | 4 – 2 | Zaïre                  | Dire Dawa Stadium, Dire Dawa |                         |
|               | Mohammed 28e 44e · Ojebode 37e (pen.) · Usiyan 90e |       | 51e Kabasu · 58e Ekofo | Arbitrage : Hédi Seoudi      | Arbitrage : Hédi Seoudi |

| 1er mars 1976 | Maroc                    | 2 – 2 | Soudan                 | Dire Dawa Stadium, Dire Dawa |                            |
|               | Chérif 1re · Abouali 58e |       | 9e 79e (pen.) Gagarine | Arbitrage : Gratian Matovu   | Arbitrage : Gratian Matovu |

2e journée
| 4 mars 1976 | Nigeria   | 1 – 0 | Soudan | Dire Dawa Stadium, Dire Dawa |                            |
|             | Usiyan 8e |       |        | Arbitrage : Nyirenda Chayu   | Arbitrage : Nyirenda Chayu |

| 4 mars 1976 | Maroc        | 1 – 0 | Zaïre | Dire Dawa Stadium, Dire Dawa |                             |
|             | Zahraoui 80e |       |       | Arbitrage : Yousef El-Ghoul  | Arbitrage : Yousef El-Ghoul |

3e journée
| 6 mars 1976 | Maroc                             | 3 – 1 | Nigeria     | Dire Dawa Stadium, Dire Dawa |                          |
|             | Faras 8e · Tazi 19e · Chebbak 81e |       | 81e Ojebode | Arbitrage : Bernard Grah     | Arbitrage : Bernard Grah |

| 6 mars 1976 | Zaïre       | 1 – 1 | Soudan       | Dire Dawa Stadium, Dire Dawa |  |
|             | Mulamba 41e |       | 14e Gagarine |                              |  |

### Poule finale
Contrairement aux éditions précédentes, il n'y a pas de matchs à élimination directe. Les quatre demi-finalistes se retrouvent au sein d'une poule finale où elles affrontent chacun de leurs adversaires (ce format a également été utilisé lors de la Coupe du monde 1950). L'équipe terminant en tête à l'issue de la dernière journée est sacrée championne d'Afrique. C'est la dernière fois où cette phase de poule finale a été utilisée.
| Rang | Équipe  | Pts | J | G | N | P | Bp | Bc | Diff |
| ---- | ------- | --- | - | - | - | - | -- | -- | ---- |
| 1    | Maroc   | 5   | 3 | 2 | 1 | 0 | 5  | 3  | +2   |
| 2    | Guinée  | 4   | 3 | 1 | 2 | 0 | 6  | 4  | +2   |
| 3    | Nigeria | 3   | 3 | 1 | 1 | 1 | 5  | 5  | 0    |
| 4    | Égypte  | 0   | 3 | 0 | 0 | 3 | 5  | 9  | -4   |

1re journée
| 9 mars 1976 | Guinée     | 1 – 1 | Nigeria   | Stade d'Addis-Abeba, Addis-Abeba |                         |
|             | Camara 88e |       | 55e Lawal | Arbitrage : Hédi Seoudi          | Arbitrage : Hédi Seoudi |

| 9 mars 1976 | Maroc                    | 2 – 1 | Égypte         | Stade d'Addis-Abeba, Addis-Abeba |                             |
|             | Faras 23e · Zahraoui 88e |       | 34e Abou Rehab | Arbitrage : Yousef El-Ghoul      | Arbitrage : Yousef El-Ghoul |

2e journée
| 11 mars 1976 | Maroc                   | 2 – 1 | Nigeria      | Stade d'Addis-Abeba, Addis-Abeba |                             |
|              | Faras 82e · Guezzar 87e |       | 57e Mohammed | Arbitrage : Youssou N'Diaye      | Arbitrage : Youssou N'Diaye |

| 11 mars 1976 | Guinée                                             | 4 – 2 | Égypte                     | Stade d'Addis-Abeba, Addis-Abeba      |                                       |
|              | N'jo Lea 24e 65e · Sultan 53e (csc) · M. Sylla 62e |       | 33e Abdou · 86e El-Seyagui | Arbitrage : Théophile Lawson-Hétchéli | Arbitrage : Théophile Lawson-Hétchéli |

3e journée
| 14 mars 1976 | Nigeria                     | 3 – 2 | Égypte                    | Stade d'Addis-Abeba, Addis-Abeba |                          |
|              | Ilerika 35e 62e · Lawal 82e |       | 7e El Khatib · 86e Khalil | Arbitrage : Bernard Grah         | Arbitrage : Bernard Grah |

| Entraîneur :     |
| Petre Moldoveanu |

| Entraîneur :        |
| Gheorghe Mărdărescu |

| Entraîneur :     |
| Petre Moldoveanu |

| Entraîneur :        |
| Gheorghe Mărdărescu |

## Équipe type de la compétition
| Gardien | Défenseurs | Milieux | Attaquants | Sélectionneur       |
| ------- | ---------- | ------- | ---------- | ------------------- |
|         |            |         |            | Gheorghe Mărdărescu |

## Meilleurs buteurs
- 4 buts :
  -  N'Jo Léa

- 3 buts :
  -  Ahmed Faras
  -  Baba Otu Mohammed
  -  Ali Gagarine